# Lobelia setacea
Lobelia setacea är en klockväxtart som beskrevs av Carl Peter Thunberg. Lobelia setacea ingår i släktet lobelior, och familjen klockväxter. Inga underarter finns listade i Catalogue of Life.